# A Man of No Importance
A Man of No Importance è un musical con colonna sonora di Stephen Flaherty, parole di Lynn Ahrens e libretto di Terrence McNally, basato sul film di Albert Finney Un uomo senza importanza (1994).

## Trama
Alfred Byrne è un omosessuale non dichiarato nella cattolica Dublino del 1963 e gestisce una compagnia di attori amatoriali che ogni anni mette in scena un'opera teatrale di Oscar Wilde. Ma, quando decide di mettere in scena la controversa Salome, l'improvviso amore per Robbie sconvolge il delicato equilibrio che è riuscito a costruire.

## Brani musicali
Primo Atto
- A Man of No Importance – Alfie, cast
- The Burden of Life – Lily
- Going Up – Carney, compagnia di St. Imelda
- Princess – Adele
- First Rehearsal – Alfie, compagnia di St. Imelda
- The Streets of Dublin – Robbie, cast
- Books – Carney, Lily
- Man in the Mirror – Alfie, Oscar Wilde
- Love Who You Love – Alfie

Secondo atto
- Our Father – Mrs. Patrick, cast
- Confession – Alfie, Robbie, Padre Kenny
- The Cuddles Mary Gave – Baldy
- Art – Alfie, compagnia di St. Imelda
- A Man of No Importance (Reprise) – Mrs. Patrick, Breton Beret, Sully
- Confusing Times – Carney
- Love Who You Love (Reprise) – Robbie
- Man in the Mirror (Reprise) – Oscar Wilde, cast
- Tell Me Why – Lily
- A Man of No Importance" (Reprise) – cast
- Love Who You Love (Reprise) – Adele
- Welcome to the World – Alfie
- Poem – Alfie

## Produzioni
- Lincoln Center, settembre-dicembre 2002: Roger Rees (Alfie), Faith Prince (Lily), Steven Pasquale (Robbie), Sally Murphy (Adele). Regia di Joe Mantello.
- Londra, 2009: Paul Clarkson (Alfie), Paul Monaghan (Carney/Oscar Wilde), Patrick Kelliher (Robbie), Róisín Sullivan (Adele). Regia di Ben De Wynter.
- Salisbury, 2013: Mark Meadows (Alfie), Fra Fee (Robbie), Laura Pitt-Pulford (Adele). Regia di Gabriel Machin.
- Off-Broadway, 2022: Jim Parsons (Alfie), Mary Beth Peil. Regia di John Doyle.